# Chiesa di Santa Geltrude (Selva dei Molini)
La chiesa di Santa Geltrude, o di Santa Gertrude (in tedesco Pfarrkirche St. Gertraud), è la parrocchiale di Selva dei Molini, in provincia autonoma di Bolzano e diocesi di Bolzano-Bressanone; fa parte del decanato di Tures.

## Storia
La prima citazione di una chiesa a Selva dei Molini risale al 1383.

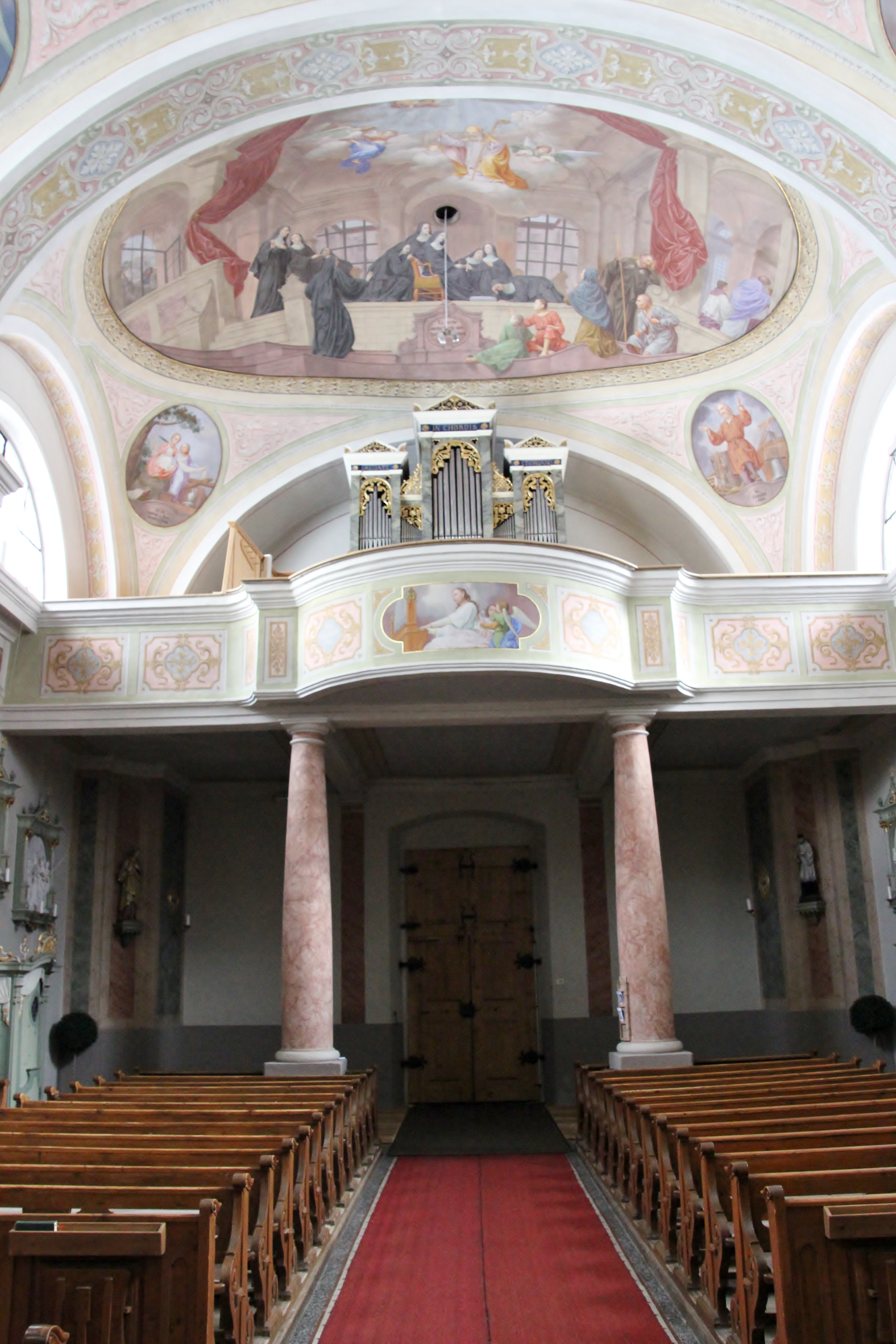
La cantoria e l'organo

Nel 1445 fu consacrato dal vescovo di Bressanone Johann von Röttel un nuovo altare della chiesa dedicato a santa Geltrude.
Nel 1660, in seguito ad un accordo tra il vescovo ausiliario Jesse Perghofer, il decano di Brunico, il parroco di Tures ed alcuni rappresentanti del comune di Selva, la chiesa divenne parrocchiale, affrancandosi così dalla pieve di Campo Tures.
All'inizio del XIX secolo la chiesa si rivelò insufficiente a soddisfare le esigenze della popolazione e, dunque, si decise di demolirla e di realizzarne una ex novo; furono mantenuti solo il campanile e una porzione del muro meridionale.
L'attuale parrocchiale venne edificata tra io 1831 e il 1834 per volere dell'allora parroco don Johann Nepomuk Schiffer; alla costruzione dell'edificio contribuì in maniera significativa anche la popolazione locale.
La consacrazione fu impartita il 1º settembre 1838 dal vescovo ausiliario Georg Prünster.

## Descrizione

### Esterni

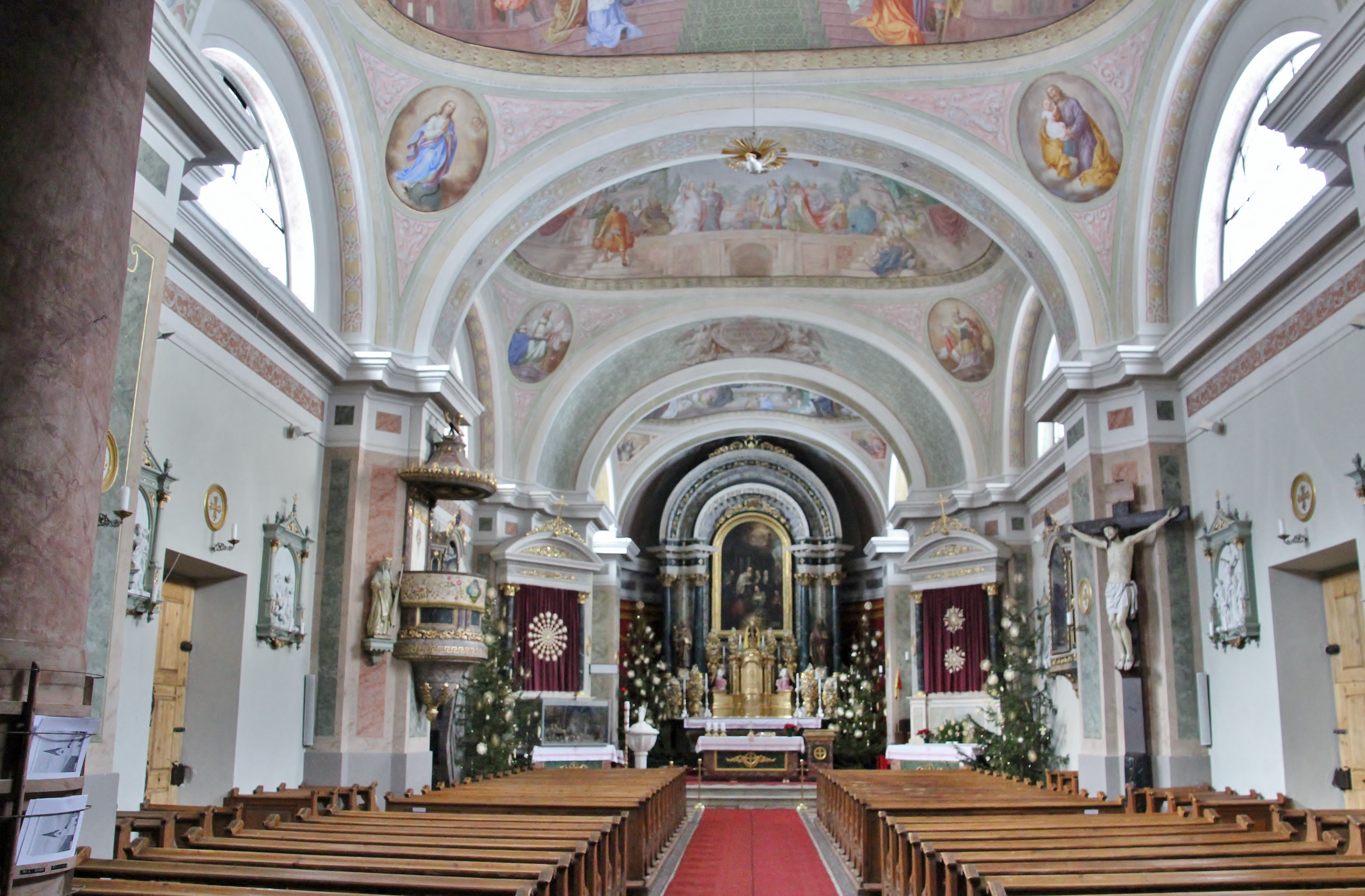
L'interno

La facciata a capanna è scandita da quattro paraste che sorreggono il timpano triangolare e presenta centralmente il portale d'ingresso, sormontato da una finestra di forma semicircolare.

### Interni
Opere di pregio conservate all'interno della chiesa sono la pala che ritrae la Vestizione di Santa Geltrude, eseguita dal veneziano Cosrue Dusi e donata alla parrocchia da Francesco Giuseppe d'Asburgo-Lorena, le tele con la Vergine Maria assieme al Bambino e Sant'Antonio di Padova, realizzate da Franz Hellweger, le statue dei santi Pietro e Paolo, scolpite dall'artista Rent, il crocifisso, opera del meranese Prendl del 1860, la tela del presbiterio del Sacro Cuore e degli affreschi del 1893 di Heinrich Kluibenschädl.